# Helena Kantakuzene
Helena Kantakuzene Palaiologina (mittelgriechisch Ελένη Καντακουζηνή Παλαιολογίνα; * 1333 oder 1334; † August 1397 in Konstantinopel) war byzantinische Kaiserin und Gemahlin von Johannes V. Palaiologos.

## Leben
Helena war vermutlich die jüngste der drei Töchter von Johannes VI. Kantakuzenos und Irene Asanina. Ihre Brüder waren der Mitkaiser Matthaios, der Despot Manuel und der früh verstorbene Andronikos. Ihre Schwestern Maria und Theodora waren verheiratet mit Nikephoros II. Dukas von Epirus bzw. dem osmanischen Sultan Orhan I.
Nach seinem Sieg im Byzantinischen Bürgerkrieg zwang Johannes Kantakuzenos seine Gegner zu einer Übereinkunft, durch die er Mitkaiser neben Johannes V. und alleiniger Regent während dessen Minderjährigkeit wurde. Als Teil dieses Arrangements wurde die etwa 13-jährige Helena am 28. oder 29. Mai 1347 mit dem knapp zwei Jahre älteren Johannes V. verheiratet. Das Paar hatte vier Söhne, darunter die späteren Kaiser Andronikos IV. und Manuel II., und mindestens zwei Töchter.
Im Hesychasmus-Streit stand Helena Kantakuzene im Gegensatz zu ihrem Vater auf der Seite der Palamiten. Als 1352 erneut ein Machtkampf zwischen Johannes V. und Johannes VI. ausbrach, begleitete sie ihren Gatten ins thrakische Didymoticho. Nach der schweren Niederlage in der Schlacht von Demotika im Oktober 1352 setzte sich das Kaiserpaar auf die venezianische Insel Tenedos ab. Von Thessaloniki aus erzwang Johannes V. im Oktober 1354 die Rückeroberung Konstantinopels und die Abdankung seines Schwiegervaters.
In einem weiteren innerdynastischen Konflikt stürzte Helenas ältester Sohn Andronikos IV. am 12. August 1376 seinen Vater Johannes V. vom Thron. Die Kaiserin versuchte, die beiden Parteien miteinander zu versöhnen, konnte aber nicht verhindern, dass ihr Gatte und ihre Söhne Manuel und Theodor ins Gefängnis geworfen wurden. Als Johannes V. im Juni 1379 die Flucht gelang, wurde Helena hierfür verantwortlich gemacht. Mit Unterstützung des osmanischen Sultans Murad I. und der Venezianer gewann er am 1. Juli 1379 den Thron zurück. Andronikos IV. verschanzte sich im genuesischen Stadtviertel Pera, wobei er Helena, ihre Schwestern Maria und Theodora und ihren Vater Johannes VI. als Geiseln mit sich nahm. In den folgenden Jahren wurde die Halbinsel von Galata unter bürgerkriegsähnlichen Zuständen von Johannes V. sowie dessen Verbündeten belagert. Erst als Andronikos’ IV. Recht auf die Thronfolge im Mai 1381 wieder formal anerkannt wurde, kamen Helena und die übrigen Gefangenen frei.
Nach dem Tode Johannes’ V. am 16. Februar 1391 übernahm Helena Kantakuzene bis zur Regierungsübernahme Manuels II. die Staatsgeschäfte. Wohl im Juli 1392 zog sie sich als Nonne in das Kloster Kyra Martha zurück, wobei sie den monastischen Namen Hypomone annahm. Sie starb im August 1397.